# ميكويان جوريفيتش ميج-15
ميكويان جوريفيتش ميج 15 (روسي: Микоян и Гуревич МиГ-15) (لقب تعريف الناتو: فاجوت Fagot) هي طائرة حربية نفاثة من تصميم وتصنيع مكتب ميكويان جوريفيتش في الاتحاد السوفيتي. كانت الميج 15 من أوائل الطائرات الناجحة ذات الأجنحة المرتدة للوراء، وقد اكتسبت شهرة كبيرة أثناء الحرب الكورية حيث أثبتت تفوقها على كل الطائرات المعادية في بداية الحرب. كانت الميج 15 أيضا نقطة الانطلاق لتطوير طائرات أكثر تقدّما مثل الميج 17 والتي واجهت الطائرات الأمريكية في فييتنام في الستينات من القرن العشرين. تعد الميج 15 من أكثر الطائرات التي أُنتِجت في التاريخ حيث أُنتج منها 12,000 وحدة في الاتحاد السوفيتي بالإضافة إلى 6000 أخرى أنتجت تحت الترخيص في بعض الدول الأجنبية مما يرفع عدد ما أُنتج من هذه الطائرة إلى ما يقرب من 18,000 وحدة.

## التصميم والتطوير

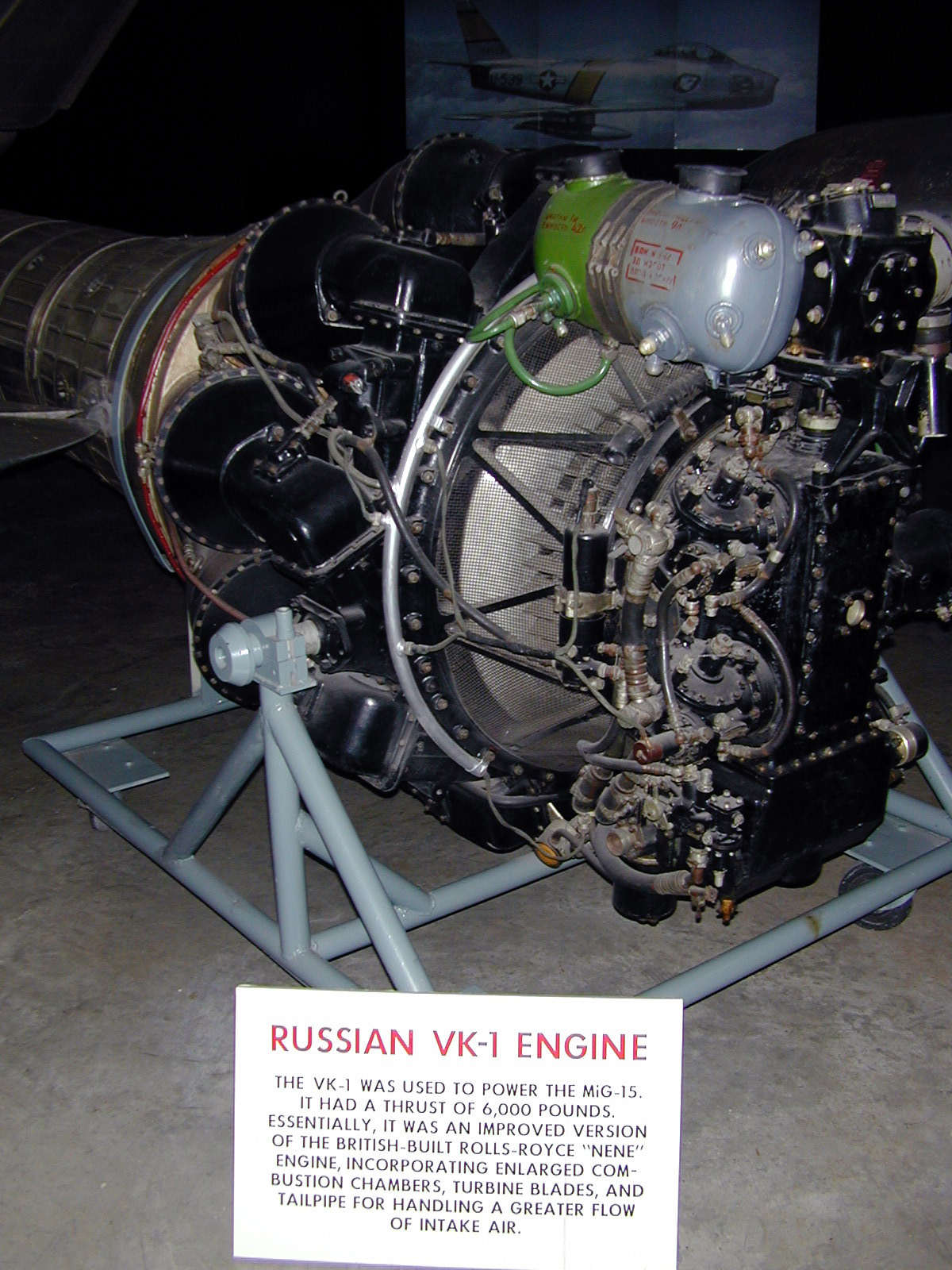
محرك الكليموف المستخدم في الميج 15

صُممت معظم الطائرات النفاثة الأولى مثل طائرات الحرب العالمية الثانية ذات محركات الاحتراق الداخلي والتي تميزت بأجنحة مستقيمة فكانت أولى الطائرات النفاثة ذات أجنحة مستقيمة أيضا مما أدى إلى تحجيم قدراتها في السرعات العالية. كانت الأبحاث الألمانية في الحرب العالمية الثانية قد توصلت إلى أن الأجنحية المرتدة إلى الخلف سوف تكون أفضل كثيرا في السرعات العالية وقد استفاد مصممون الطائرات السوفييتية كثيرا من هذه المعلومة وسريعا ما طبقوها على أرض الواقع. أدعت بعض المصادر أن أرتم ميكويان وميخائيل جوريفيتش (المصممان الرئيسيان في مكتب ميكويان جوريفيتش) كانوا متأثرين بشدة بالتصميمات الألمانية للطائرة «فوك ولف ت.أ 183» ولكن معظم المصادر نفت صحة هذه الإدعاءات على الرغم من أن هذه الطائرة المصممة (والتي لم تنفذ) أثناء الحرب العالمية الثانية كانت تتشابه مع الميج 15 من حيث الأجنحة المنكسرة للخلف وكانت ظاهريا شبيهة بها إلا أن الطائرتين كانتا مختلفتين كثيرا في بناءهما والتصميم العام. لقد استطاع السوفييت الحصول على بعض تصميمات الطائرة ت.أ-183 بالفعل لكن أغلبية مهندسين هذه الطائرة وقعوا بأيدي القوات الغربية. تجمع معظم المصادر حاليا على أن الميج 15 هي تصميم سوفييتي أصيل لكنه استفاد من الخبرات والأبحاث الألمانية.
بحلول عام 1946 وجد المصممين السوفييت صعوبة بالغة في إتقان المحرك الألماني للطائرة HeS-011 وكان هناك العديد من التصاميم لهياكل الطائرات من ميكويان وعدم وجود المحركات الكافية لها حتى أن وزير الطيران السوفييتي ومصمم الطائرات ياكوفليف اقترحا على جوزيف ستالين أن على الإتحاد السوفييتي شراء محركات نفاثة متطورة من بريطانيا. قيل أن ستالين رد عليهم قائلا: «ومن هذا الأحمق الذي سيبيع لنا أسراره؟»
على الرغم من ذلك فقد سمح ستالين لميكويان ومهندس المحركات فلاديمير كليموف وآخرين بالسفر إلى المملكة المتحدة لطلب المحركات. ولدهشة ستالين، وافقت حكومة حزب العمال البريطانية ووزير نجارتها المؤيد للسوفييت «سير ستافورد كريبس» على توفير المعلومات التقنية ورخصة لتصنيع محرك رولز رويس نين. هذا المحرك تم تحليله ومعرفة طريقة عمله ثم أُنتج باسم كليموف أر.دى-45، ومن ثم اُسْتُخْدِم في الميج 15. حاولت رولز رويس بعد ذلك أن تحصل على تعويض قدره 207 مليون جنيه استرليني حماية لحقوقها دون أي نجاح.
في هذه المرحلة، في 15 إبريل 1947، أصدر مجلس الوزراء السوفييتي قرار رقم #493-192 والذي أمر مكتب ميكويان بصناعة نموذجين أوليين لمقاتلة نفاثة جديدة. حدد القرار موعدا نهائيا لأول رحلة طيران في ديسمبر من هذا العام مما أدّى إلى ظهور الطائرة ميج 9 المليئة بالمشاكل التصميمية والتي كان لها محرك تكثر مشاكله. كما عانت الميج 9 من مشاكل في التحكم بها. حُلَّت المشكلة الأولى عندما تم استخدام المحرك الجديد كليموف في.كيه-1 الممتاز، ولحل المشكلة الثانية بدأ المصممون تجربة الأجنحة المنكسرة للخلف وإعادة تصميم ذنب الطائرة. النموذج الأولى الذي نتج عن هذا التصميم تم تسميته أي-310 (I-310).

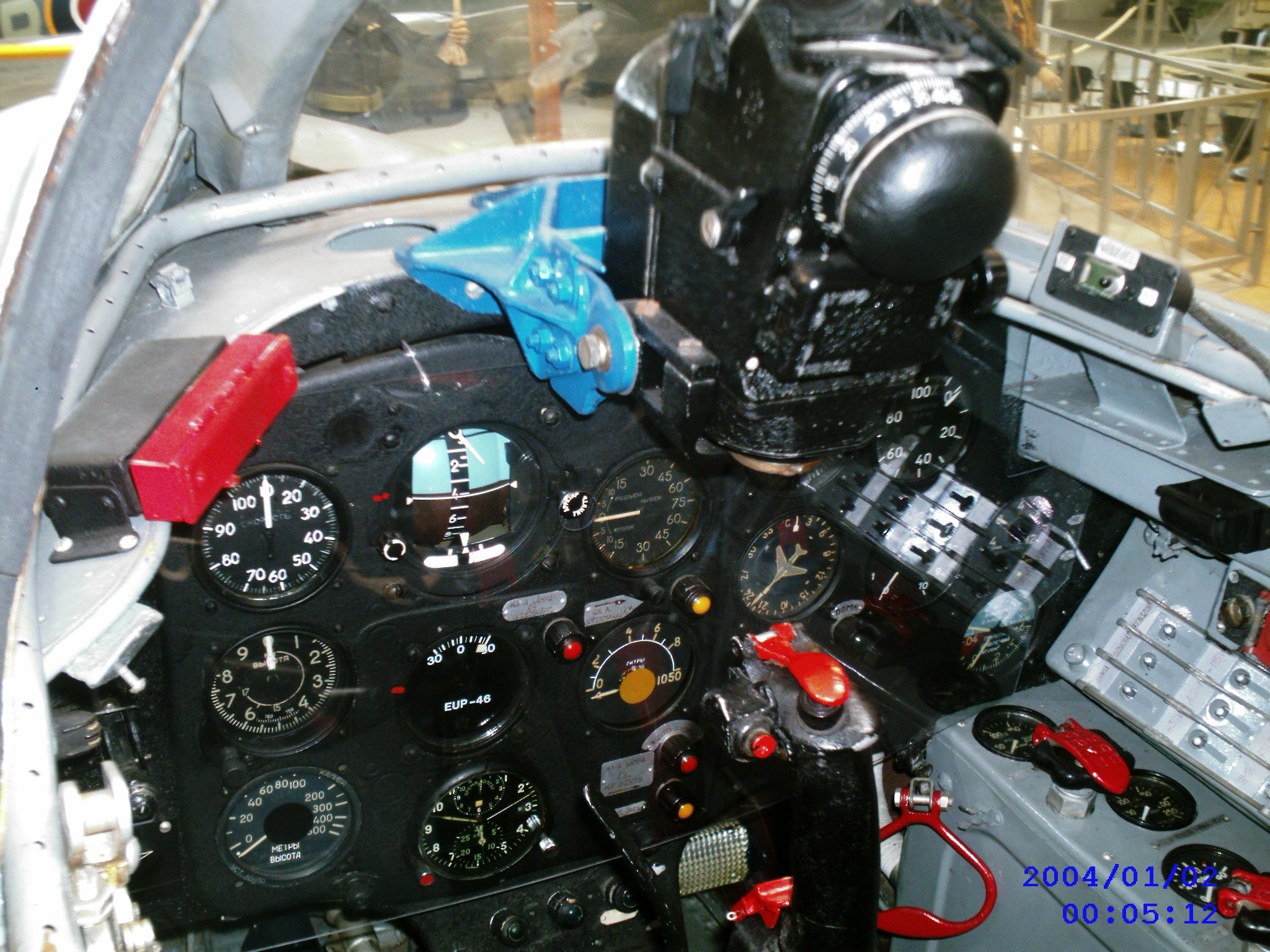
قمرة القيادة في الميج 15

- كانت الأي-310 مقاتلة جديدة وزاوية انكسار أجنحتها وذنبها 35° وأداء عاليا مميزا بسرعة تفوق 1040 كم/ساعة. بعد منافسة مع تصميم سوفييتي أخر هو «لافوشكين ل.أ-168» تم اختيار تصميم الميج ليتم إنتاجه. تم تسميت النموذج الأولي ميج-15. طار أول نموذج من الإنتاج من هذه الطائرة في 30 ديسمبر 1947. دخلت الخدمة في سلاح الجو السوفييتي عام 1949 وبعد ذلك تم إعطائها كود الناتو «فاجوت».

## التاريخ القتالي

### الاتحاد السوفييتي
طوال فترة الخمسينات قامت طائرات الميج 15 السوفييتية والتابعة لحلف وارسو باعتراض طائرات التجسس والاستطلاع عن بعد الأمريكية وقيل أنها نجحت في إسقاط العديد منها.
من الحوادث التي وقعت للميج 15 أيضا، وفاة رائد الفضاء الروسي الشهير يوري جاجارين في مارس 1968 خلال طلعة تدريبية بطائرة ميج 15 UTI. تحطمت به الطائرة نتيجة لضعف الرؤية وضعف الاتصالات بينه وبين الطاقم الأرضي.

### كوريا
صدّرت الميج 15 على نطاق واسع، استلمت جمهورية الصين الشعبية طائرات الميج 15 bis عام 1950. شاركت طائرات الميج 15 الصينية في أولى حوادث عراك الكلاب بين طائرات نفاثة بعد غزو كوريا الشمالية لكوريا الجنوبية. أظهرت الميج 15 ذات الأجنحة المنكسرة تفوقا سريعا على الطائرات الأمريكية ذات الأجنحة المستقيمة مثل الإف 80 والغلوستر ميتيور. كما تغلبت على بعض الطائرات الأخرى المزودة بمحركات ذات احتراق داخلي. ولكن تمكنت الإف-86 سابر من مواجهة الميج 15 وأن تكون ندا قويا لها.

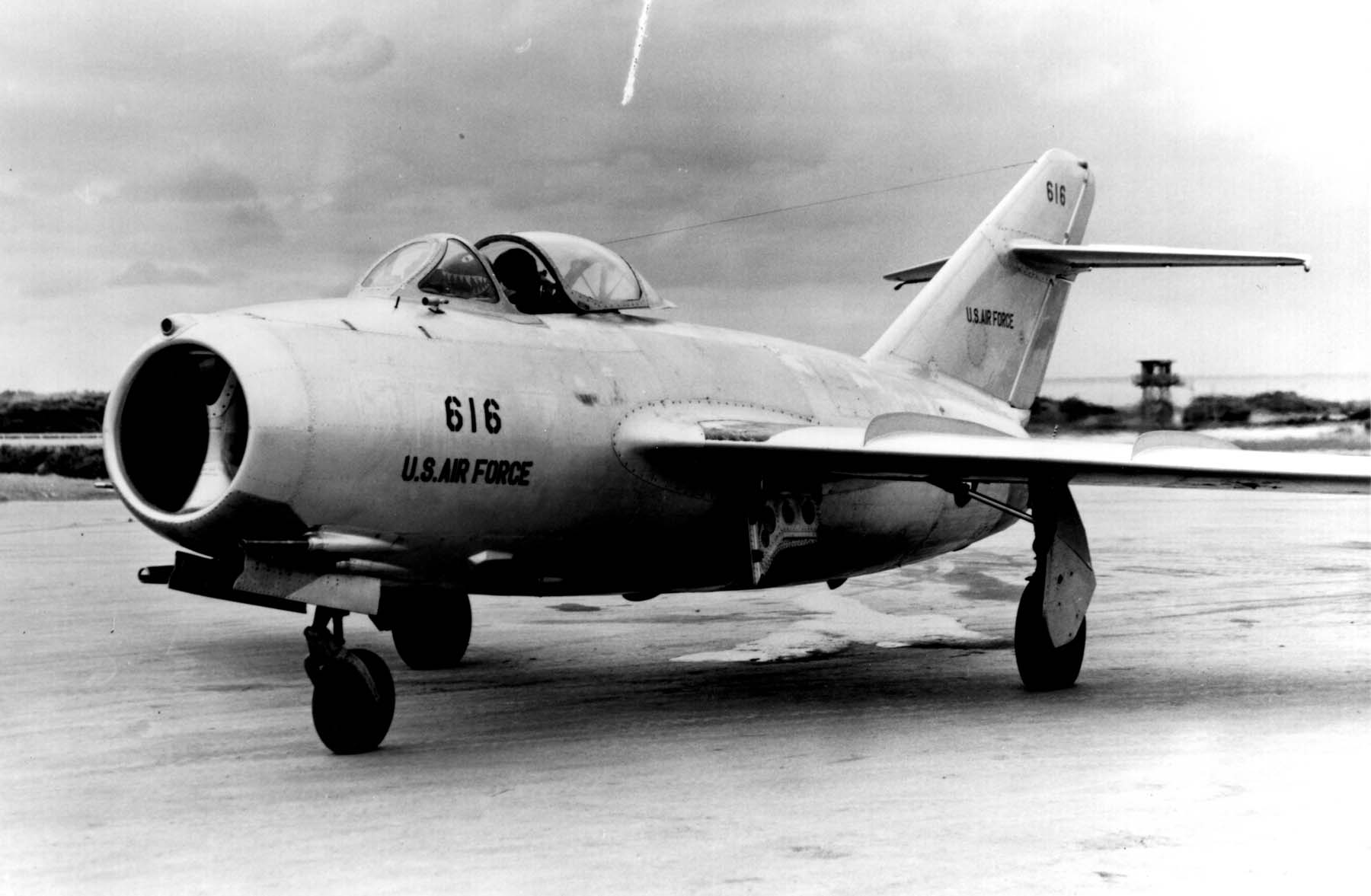
طائرة الميج 15 التي هرب بها طيار كوري شمالي إلى القوات الجوية الأمريكية عام 1953.

كانت الإف-86 أول طائرة أمريكية ذات أجنحة منكسرة ودخلت الخدمةديسمبر 1950. ومع أنها كانت أضعف من الميج 15 من ناحية الأداء ولكن أدعت القوات الجوية الأمريكية انها قد حققت الكثير من الإصابات في الميج نتيجة لتفوق طياريها وأساليبها القتالية. نتيجة لتفوق الميج كان لدى الأمريكيين رغبة كبيرة في الحصول على طائرة ميج 15 لفحصها وعرضوا مائة ألف دولار أمريكي ولجوئا سياسيا لأي طيار يستطيع الهروب بطائرته. وبالفعل في سبتمبر 1953 هرب الملازم «نو كوم-سوك» من كوريا الشمالية بطائرته الميج 15 وهبط بها في قاعدة «كيمبو» الجوية في كوريا الجنوبية. وبهذا منح الأمريكيين فرصة جيدة جدا لتقييم الطائرة والاستفادة من نقاط القوة والضعف فيها. أدعى «نو كوم-سوك» انه لم يكن يعلم بالجائزة المعروضة.
فحصت هذه الميج 15 بدقة وتم تجريبها من قبل عدة طيارين أمريكيين. وقد ادعى أحدهم ويدعى شاك ييجر انه لاحظ بها بعض العيوب الخطيرة في التحكم وادعى أيضا انه في أحد زياراته للإتحاد السوفييتي قاهم بعدة مناورات بها أثارت إعجاب ودهشة الطيارين الروس. عندما سمع هؤلاء الطيارين بادعاءات شاك نفوا هذا الكلام بكل غضب. في الواقع كان للميج 15 بعض العيوب في التحكم كما كانت مكابح الهواء فيها تنفتح تلقائيا عند العلامة الحمراء للسرعة لتمنعها من الخروج عن السيطرة. تتواجد الطائرة التي هرب بها «نو» من كوريا الشمالية الآن في متحف القوات الجوية الأمريكية القومي في ولاية أوهايو.

### الصين
قامت طائرات الميج 15 التابعة لجمهورية الصين الشعبية بمواجهة الطائرات الأمريكية والطائرات التابعة للجمهورية الصينية "تايوان". أدعت المصادر التايوانية أنها أسقطت طائرة ميج 15 لأول مرة بصاروخ سايدويندر لأول مرة.

### الشرق الأوسط

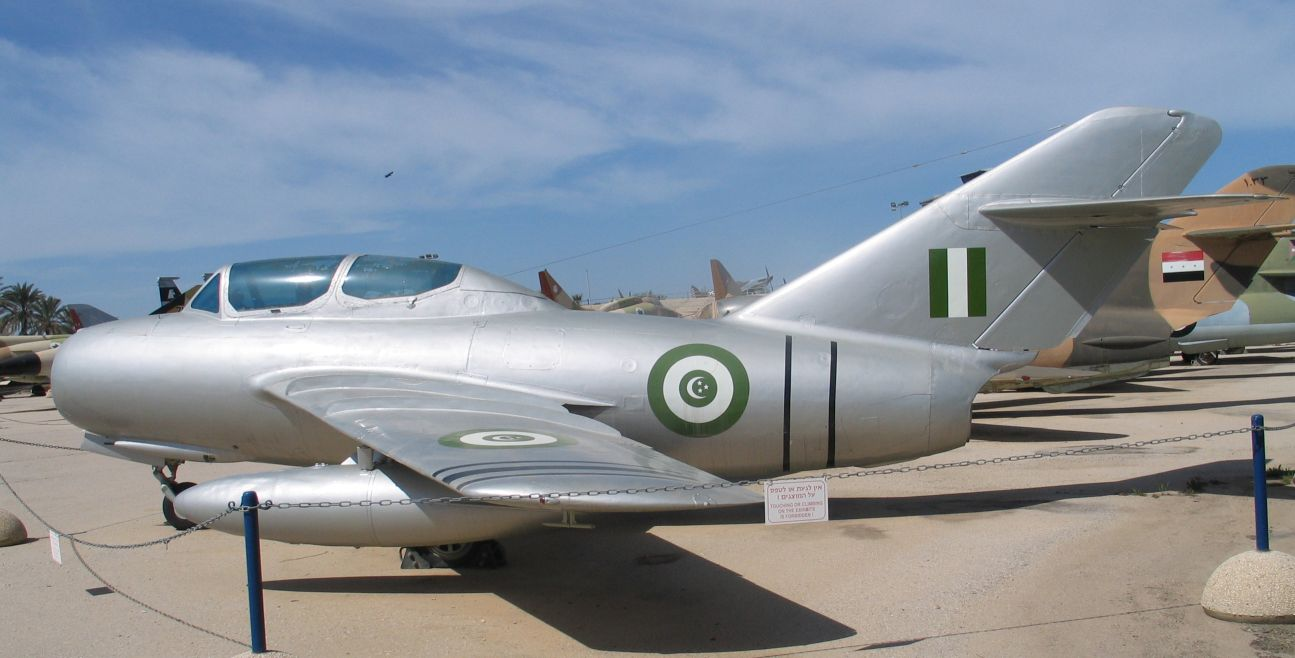
طائرة ميج 15 UTI مصرية.

شاركت الميج 15 في العدوان الثلاثي إلى جانب القوات الجوية المصرية. شكلت الميج 15 أكثر من 41% من سلاح الجو المصري في ذلك الوقت. استخدمت الميج 15 في هذا الصراع بشكل رئيسي كغطاء للقوات المصرية امام هجوم الطائرات البريطانية مثل دي هافيلاند فامباير وغلوستر ميتيور. كان المنافس الرئيسي للميج 15 في مصر طائرة داسولت ميستير 4 التابعة لشركة داسولت الفرنسية والتي خدمت في القوات الجوية الإسرائيلية والتي كانت مشابهة للميج 15 في السرعة والقدرة على المناورة. أدعى كل من الجانب المصري والجانب الإسرائيلي إصابة عدد كبير من طائرات الطرف الأخر. كما أدعت المصادر الغربية إسقاط 8 طائرات ميج 15 في هذا الصراع.

## الطرازات المختلفة
- (I-310): النموذج الأولي.
- ميج-15: أول نسخة إنتاج.

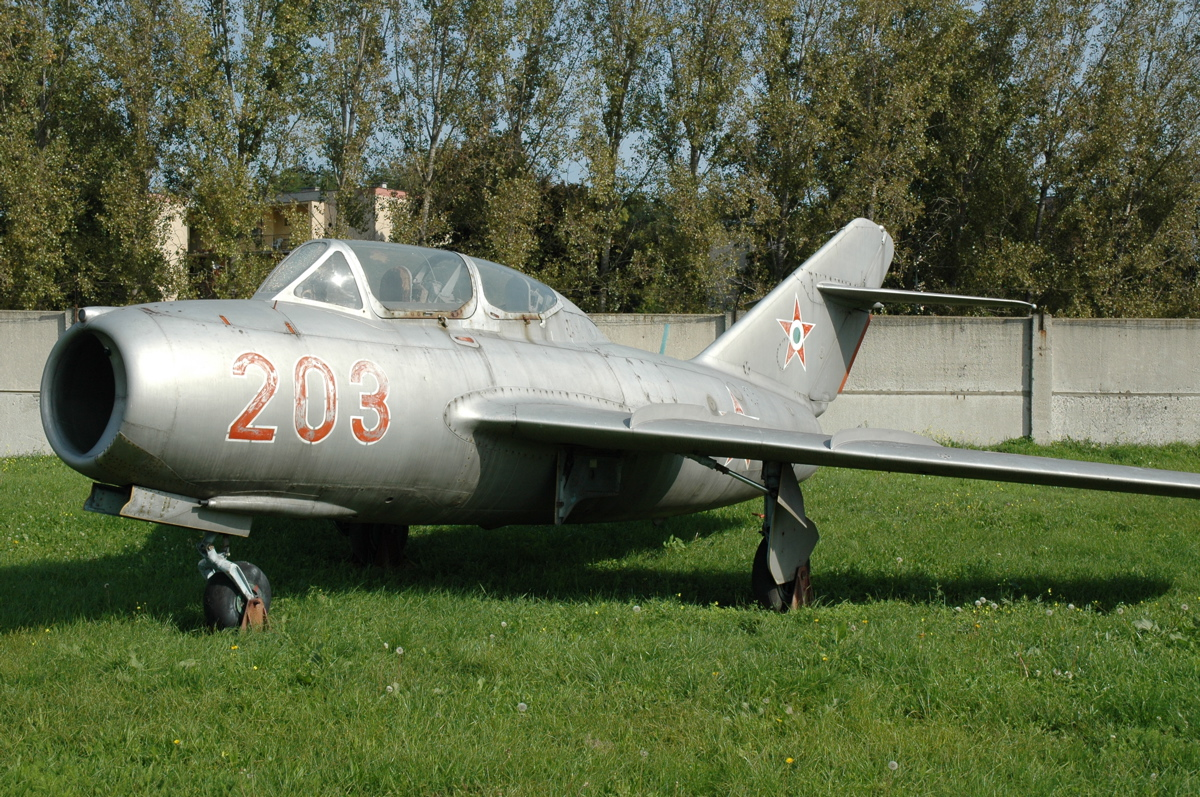
ميج 15 UTI مجرية

- ميج-15 P: بمقعد واحد، اعتراضية في كل الأجواء.
- ميج-15 SB: بمقعد واحد مقاتلة-قاذفة.
- ميج-15 SB-5: بمقعدين اعتراضية في كل الأجواء.
- ميج-15 T: طائرة لسحب الهدف ورائها.
- ميج-15 bis: نسخة مطورة من المقاتلة ذات المقعد الواحد.
- ميج-15 bisR: نسخة استطلاع ذات مقعد واحد.
- ميج-15 bisS: نسخة مرافقة ذات مقعد واحد.

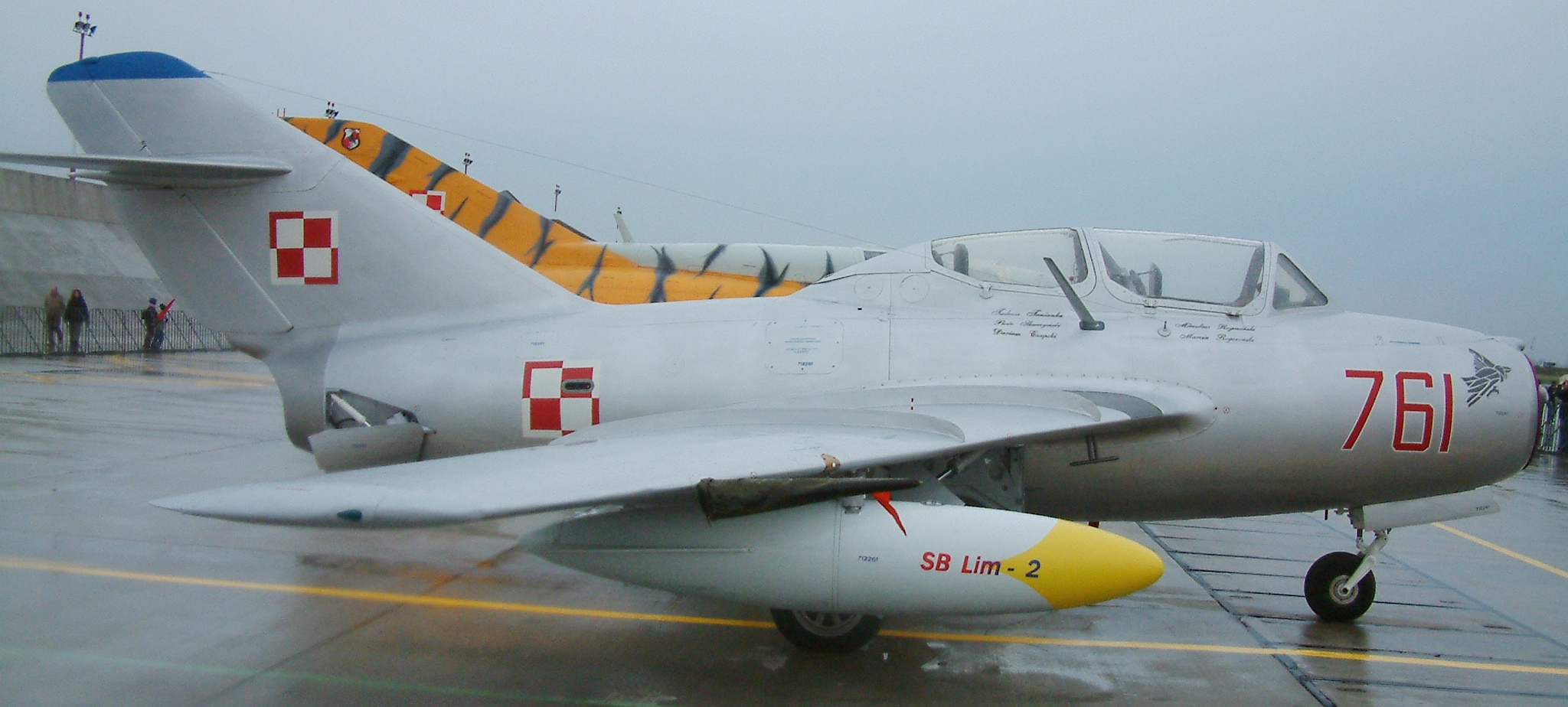
ميج 15 bis المصنعة في بولندا (SBLim-2).

- ميج-15 bisT: نسخة مطورة من طائرة سحب الهدف ورائها ذات مقعد واحد.
- ميج-15 UTI: نسخة تدريبية ذات تحكم مزدوج بمقعدين.
- J-2: التسمية الصينية للميج 15 المقاتلة ذات المقعد الواحد.
- JJ-2: التسمية الصينية للميج 15 يو.تي.أي (MiG-15UTI) التدريبية ذات المقعدين.
- J-2: تسمية صينية.
- Lim-1: طائرات الميج 15 المقاتلة المصنوعة تحت الرخصة في بولندا.
- Lim-1A: طائرات الميج 15 الاستطلاعية المصنوعة في بولندا.
- Lim-2: طائرات الميج 15 بي.أي.إس (MiG-15bis) بمحركات ل.ي.س-2 (Lis-2) (محرك كليموف في.كيه-1) المصنوعين بالترخيص في بولندا.
- Lim-2R: طائرات الميج 15 بي.أي.إس (MiG-15bis) الاستطلاعية.
- SBLim-1: طائرة Lim-1 البولندية محولة إلى الطائرة التدريبية ميج 15 UTI.
- SBLim-2: طائرة Lim-1 أو SBLim-1 البولندية محولة إلى طائرات نفاثة تدريبية.
- SBLim-2A: نسخة بولندية ذات مقعدين للاستطلاع عن بعد ومساندة المدفعية.
- S-102: مقاتلات الميج 15 المصنوعة في تشيكوسلوفاكيا.
- S-103: مقاتلات الميج 15 bis المصنوعة في تشيكوسلوفاكيا.
- CS-102: الميج 15 UTI المصنوعة في تشيكوسلوفاكيا.

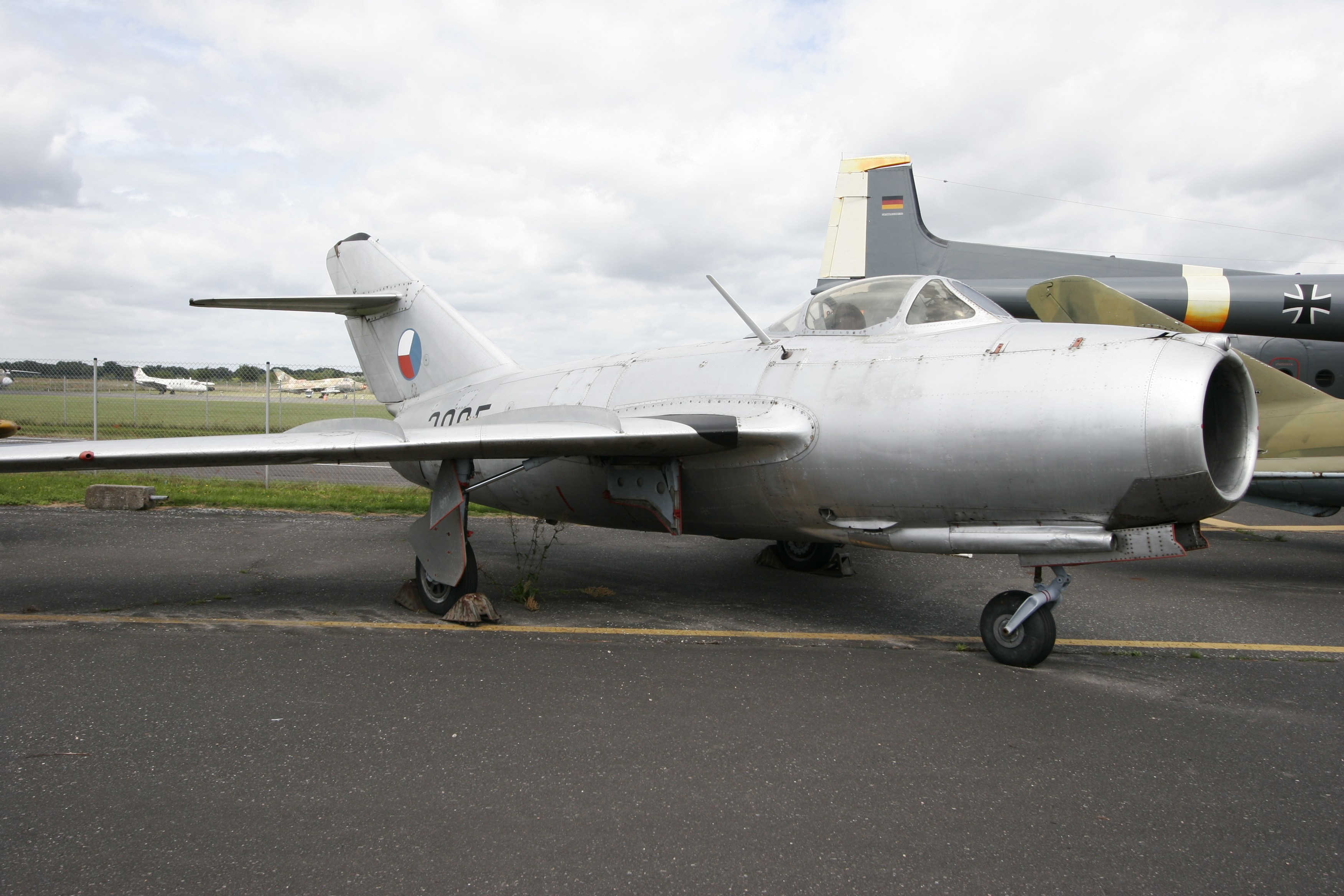
ميج 15 bis مصنعة في تشيكوسلوفاكيا (S-103).

## الإنتاج
أنتج الإتحاد السوفييتي 12,000 طائرة ميج 15 بجميع طرازاتها. كما تم تصنيعها في كلا من تشيكوسلوفاكيا (تحت اسم S-102 و S-103) وفي بولندا (تحت اسم Lim-1 و Lim-1).
في بدايات عام 1950 أستلمت الصين مئات من طائرات الميج 15 حيث أعطوا الرمز J-2. كما بعث السوفييت ما يقرب من ألف مهندس ومتخصص إلى الصين حيث ساعدوا مصنع «شنيانج» الصيني لصناعة الطائرات على إنتاج الميج 15 UTI التدريبية (أعطيت الرمز JJ-2 في الصين). لم تقم الصين بتصنيع النسخة المقاتلة من الميج 15 أبدا.

## المواصفات

### الصفات العامة
- الطاقم: MiG-15 bis: 1، MiG-15 UTI: 2.
- الطول: 10.11 متر.
- المسافة بين الجناحين: 10.08 متر.
- الارتفاع : 3.70 متر.
- مساحة الأجنحة: 20.6 متر².
- الوزن فارغة: 3580 كغم.
- الوزن محملة: 4960 كغم.
- أقصى وزن محملة: 6105 كغم.
- المحرك: محرك واحد من النوع كليموف في.كيه-1 يعطي قوة دفع 26.5 كيلو نيوتن.

### الأداء
- السرعة القصوى: 1075 كيلومتر/ساعة.
- المدى: 1,200 كيلومتر.
- أقصى ارتفاع: 15,500 متر.
- معدل الصعود: 50 متر/ثانية.
- الحمل على الأجنحة: 240.8 كغم/متر².
- النسبة دفع-وزن: 0.54

### التسليح
- رشاشين من نوع نودلمان-ريختر إن.أر-23 23 مم في الجزء الأسفل الأيسر من جسم الطائرة، كل رشاش يحمل 80 طلقة (المجموع 160).
- رشاش واحد من نوع نودلمان إن-37 37 مم في الجزء الأسفل الأيمن من جسم الطائرة، يحمل 40 طلقة.
- قنبلتين زنة كل واحدة 100 كغم، أو خزانات وقود أو صواريخ غير موجهة.

### طائرات مناظرة
- إف-86 سابر.

## وصلات خارجية
- الطائرات المقاتلة: ميج 15 القوة الجوية لإمبراطورية الشر، ديفيد نولاند
- الميج 15 في موقع «أير فيكتورز»
- موقع الميج 15.كوم
- معلومات حول الميج 15 المملوكة لأفراد من موقع «وور بيرد الي»
- الميج 15 في كوريا
- الميج 15 في موقع «جلوبال سيكيوريتي»
- الميج 15 فاجوت في موقع «جلوبال أير كرافت»
- الميج 15 فاجوت في موقع «فاس FAS»
- الميج 15 في كوبا